# Vandœuvre Nancy Volley-Ball 2009-2010
Questa voce raccoglie le informazioni riguardanti il Vandœuvre Nancy Volley-Ball nelle competizioni ufficiali della stagione 2009-2010.

## Organigramma societario
Area direttiva
- Presidente: Serge Raineri

Area tecnica
- Allenatore: Cyril Wozniak

## Rosa
| N° | Nome              | Ruolo | Data di nascita  | Nazionalità sportiva |
| -- | ----------------- | ----- | ---------------- | -------------------- |
| 1  | Julie Mollinger   | S     | 27 novembre 1990 | Francia              |
| 2  | Yana Vovchenko    | P     | 15 marzo 1987    | Ucraina              |
| 3  | Sandrine Dorlus   | P     | 6 dicembre 1992  | Francia              |
| 4  | Marie Briot       | C     | 22 febbraio 1983 | Francia              |
| 5  | Alona Malysheva   | C     | 13 dicembre 1984 | Ucraina              |
| 6  | Alessandra Guerra | S/O   | 4 aprile 1981    | Brasile              |
| 7  | Émilie Petković   | S     | 17 aprile 1983   | Francia              |
| 8  | Delphine Nercher  | S     | 19 marzo 1992    | Francia              |
| 9  | Chloé Adam        | L     | 13 giugno 1990   | Francia              |
| 10 | Zsuzsanna Jozsa   | S     | 19 aprile 1983   | Ungheria             |
| 11 | Vanessa Paterlini | C     | 28 novembre 1978 | Brasile              |
| 12 | Petra Novotná     | S     | 10 aprile 1981   | Rep. Ceca            |
| 14 | Aude Fanny Ba     | S     | 20 gennaio 1987  | Francia              |
| 15 | Alicia Effernelli | S     | 24 maggio 1990   | Francia              |